# 兵庫県立洲本高等学校
兵庫県立洲本高等学校（ひょうごけんりつ すもとこうとうがっこう）は、兵庫県洲本市上物部に所在する県立高等学校。
淡路島で最も古い高校であり、兵庫県下でも5番目に古い。
愛称・略称は「洲高」（）。定時制課程を併設しているほか、かつては島内に3つの分校があった。

## 設置学科
- 全日制
  - 普通科

英語コースは2003年（平成15年）より募集停止。
- 定時制
  - 普通科

## 沿革
- 1875年（明治8年）8月6日 - 徳島師範期成学校洲本支校が開校。
- 1876年（明治9年） - 淡路島全島が兵庫県に編入。
- 1877年（明治10年）7月 - 徳島師範期成学校洲本支校が廃校になり、神戸師範学校に編入される。
- 1879年（明治12年）9月20日 - 旧師範学校の校舎を使用し公立洲本中学校が開校。（津名郡・三原郡全町村連合会）
- 1885年（明治18年）2月 - 経営難のため公立洲本中学校閉校。（閉校後は津名郡役所となる。）

### 旧制洲本中学校
- 1895年（明治28年）4月5日 - 同日開会の臨時県議会で県立尋常中学校3校（神戸・豊岡・洲本）の設置が提案される。
この時点では洲本の校区が他校より狭いため否決されるが、抗議運動が起こったため県は次期県議会での設置の提案を約束した。
- 1895年（明治28年）12月 - 臨時県議会で県立尋常中学校2校（柏原・洲本）の設置が可決。
- 1896年（明治29年）5月 - 校舎等建築開始。
- 1897年（明治30年）5月10日 - 兵庫県洲本尋常中学校開校。（兵庫県では5番目）
- 1899年（明治32年） - 兵庫県洲本中学校に改称。
- 1901年（明治34年） - 兵庫県立洲本中学校に改称。
- 1924年（大正13年）9月1日 - 現在地に移転。
- 1948年（昭和23年）
  - 4月1日 - 新学制にともない新制高等学校となる。
  - 9月 - 兵庫県立淡路高等学校[2]と統合。

### 旧制淡路高等女学校
- 1902年（明治35年）9月29日 - 兵庫県津名郡・三原郡組合立淡路高等女学校を津名郡洲本町に設置し、翌年4月よりの開校を文部大臣が認可。
- 1903年（明治36年）4月1日 - 開校。
- 1905年（明治38年）7月 - 女学校としては全国初の海水浴を実施[3]。
- 1910年（明治43年）9月 - 大浜公園西隣に移転。
- 1922年（大正11年）4月1日 - 郡制廃止に伴い県営移管、兵庫県立淡路高等女学校に改称。
- 1924年（大正13年）11月 - 元洲本中学校校舎（現在は洲本市立洲本第二小学校）に移転[3]。
- 1948年（昭和23年）
  - 4月1日 - 新学制にともない兵庫県立淡路高等学校[2]となる。
  - 9月 - 兵庫県立洲本高等学校と統合。

### 洲本高等学校
- 1948年（昭和23年）
  - 9月1日 - 兵庫県立洲本高等学校、兵庫県立淡路高等学校[2]を統合し、兵庫県立洲本高等学校と校名変更。
  - 10月15日 - 定時制課程設置許可。洲本に夜間定時制課程（普通科）、三原郡賀集村に賀集分校（普通科）、松帆村に御原分校（普通科）、広田村に広田分校（家庭科）の昼間定時制課程を設置。
- 1949年（昭和24年）4月1日 - 学区制が導入され、全日制の学区は洲本市、津名郡中川原村、安乎村、由良町、鮎原村、都志村、広石村、鳥飼村、三原郡広田村、堺村（現在の洲本市全域と南あわじ市広田、中条、山添）となる。
- 1950年（昭和25年）7月1日 - 賀集村立家政学院と賀集分校が合併。
- 1953年（昭和28年）4月6日 - 第25回選抜高等学校野球大会で全国優勝（沖縄県を除くと離島では唯一の高校野球優勝校）。
- 1956年（昭和31年）4月1日 - 賀集分校が南淡分校に改称。
- 1957年（昭和32年）4月6日 - 西淡分校の独立校舎が完成。
- 1958年（昭和33年）
  - 2月6日 - 南淡分校の独立校舎が完成。
  - 4月1日 - 御原分校が西淡分校に改称。
- 1960年（昭和35年）4月1日 - 広田分校が緑分校に改称。
- 1961年（昭和36年）1月1日 - 緑分校の独立校舎が完成。
- 1962年（昭和37年）12月26日 - 校舎全面改築工事着工（現在の運動場に旧校舎があった）
- 1964年（昭和39年）4月1日 - 学区が淡路島全島になる。
- 1967年（昭和42年）
  - 5月 - 頭髪自由化。
  - 10月 - 校舎改築完工式挙行
- 1969年（昭和44年）4月1日 - 西淡・南淡・緑の各分校が全日制に移行。
- 1973年（昭和48年）4月1日 - 西淡・南淡・緑の各分校が三原西分校に統合。
- 1975年（昭和50年）
  - 4月1日 - 三原西分校が兵庫県立志知高等学校として独立。
  - 4月 - 制服自由化。
- 1988年（昭和63年）8月 - 強歩大会が休止。
- 1997年（平成9年）10月10日 - 創立100周年記念館竣工式。

## 校風
- 文武両道かつ自由な校風である[1]。
- 校訓は「至誠、勤勉、自治、親和」。「至誠」「自治」は旧制洲本中学以来の校訓である[1]。
- 1975年（昭和50年）より制服が自由化され、それまでの制服は「標準服」となり、式典などの行事の際に着用する。
- おまあや洲高連として淡路島まつりに参加するなど、地域との交流活動は盛んである。
- 特色選抜の「総合探究類型」が設置されている。

## 学校行事
- 4月 入学式、新入生歓迎登山（三熊山）
- 5月 創立記念式典・記念講演
- 6月 文化祭、遠足（3年生）、生徒総会
- 7月 球技大会
- 9月 体育会
- 10月 遠足（1年生）
- 11月 芸術鑑賞（文化教育活動推進事業）
- 12月 生徒総会、献血
- 1月 ニューイヤー・コンサート、コーラス大会、校内持久走
- 2月 修学旅行（2年生、行き先は生徒自身で決められるがスキー実習が多い）、卒業式（毎年2月の最終週の金曜日に行われている）

## 部活動
野球部が甲子園に4回（春3回、夏1回）出場している（第25回選抜高等学校野球大会では初出場初優勝）他、2008年（平成20年）の西兵庫大会をはじめ地区大会準優勝も数回ある。2011年（平成23年）の秋季兵庫県大会では準決勝で報徳学園に完封負け、近畿大会出場が掛かる3位決定戦では育英にコールド負けを喫し、近畿大会出場を逃すも21世紀枠で2012年（平成24年）春のセンバツに出場した。近畿大会で兵庫勢は出場3チームがすべて初戦敗退を喫しており一般枠では30年振りに出場校ゼロとなっていた。
かつてボート部はナックルフォアで全国レベルであったが同種目の縮小・廃止後は低迷している。ボート部の艇庫は大浜公園の千畳敷にある。
文化部では放送部が2012年に第59回NHK杯全国高校放送コンテストテレビドラマ部門において優勝を果たしている。

## アクセス
洲本バスセンターから約2km

## 著名な教員
- 梶和三郎 - 校長（灘中学校・高等学校第3代校長）

## 著名な出身者
- 阿久悠（作詞家・作家。高7期、第2応援歌「未知に真赤な帆をはって」作詞[1]）
- 梅林宏道（平和運動家、NPO法人ピースデポ代表）
- 榎本保郎（牧師、アシュラム運動の普及に貢献、三浦綾子「ちいろば先生物語」のモデル）
- 大内義一（米文学者、早稲田大学名誉教授）
- 大内兵衛（マル経学者、東京大学名誉教授・元法政大学総長）[3]
- 興津和幸（声優）
- 柏木俊夫（作曲家・音楽理論家、東京学芸大学名誉教授）
- 加藤昌利（元プロ野球選手・プロ野球審判員）
- 鎌田実（元プロ野球選手・プロ野球解説者）
- 川路柳虹（詩人・評論家）
- 川畑泰博（元プロ野球選手）
- 儀我誠也（陸軍少将、関東軍司令部付山海関特務機関長）
- 木曾好能（哲学者、元京都大学教授）
- キムラ緑子（女優）
- 清川あさみ（美術家・アーティスト）[1]
- サイコ（YouTuber「いだちゃんねる」）
- 笹野高史（俳優）[1]
- 直原玉青（南画家・黄檗宗の禅僧）
- 島野雅亘（元プロ野球選手）
- 白川久雄（弁護士、実業家（洲本瓦斯社長）、政治家（洲本町長、兵庫県議会議員、衆議院議員））
- 高木市之助（国文学者、京城帝国大学教授・九州帝国大学教授・日本大学教授）
- 高田蝶衣（俳人）
- 竹内通弘（現洲本市長・元洲本市議）
- 竹内良輔（漫画家・漫画原作者）
- 蔦行雄（元プロ野球選手）
- 藤堂裕（漫画家）
- 中村幸彦（国文学者、元九州大学教授・元関西大学教授）
- 早瀬利雄（社会学者、横浜市立大学名誉教授）
- 原健三郎（元衆議院議長・国土庁長官・労働大臣。映画「渡り鳥シリーズ」原作者とされる）
- 平野時男（柔道家・師範。アントン・ヘーシンク、ウィレム・ルスカを指導）
- 藤井佐知（陶芸家）
- ぶんけい（映像作家・YouTuber「パオパオチャンネル」）
- 堀井雄二（作家・ゲームシナリオライター。「ドラゴンクエストシリーズ」の生みの親）
- 松本正義（住友電気工業社長・関西経済連合会会長）[1]
- 宮地真緒（女優）[4]
- 宮本一三（元文部科学副大臣・国税庁名古屋国税局長）
- 村瀬直養（中退、商工次官・綜合計画局長官）
- 守本憲弘（現南あわじ市市長）
- 横健介（作詞家・作曲家・編曲家）
- 渡辺秀一（メディパルホールディングス社長・メディセオ会長）